# Dicallaneura vasatha
Dicallaneura vasatha är en fjärilsart som beskrevs av Hans Fruhstorfer 1914. Dicallaneura vasatha ingår i släktet Dicallaneura och familjen Riodinidae. Inga underarter finns listade i Catalogue of Life.